# Bouzeghaia
Bouzeghaia là một đô thị thuộc tỉnh Chlef, Algérie. Dân số thời điểm năm 2002 là 20.268 người.